# Darkwing Duck
Darkwing Duck è una serie animata statunitense prodotta da Walt Disney Television Animation; venne trasmessa per la prima volta nel 1991 all'interno del programma contenitore The Disney Afternoon; venne trasmessa fino alla fine degli anni novanta, per essere poi riproposta nel 2004 su Toon Disney. In Italia, la serie è stata trasmessa per la prima volta dal 16 gennaio 1993 su Rai 1. La serie è basata sulle avventure di un papero mascherato, Darkwing Duck, una specie di vigilante.
Sebbene inizialmente fosse pensato da alcuni fan come uno spin-off della serie DuckTales del 1987, il creatore Tad Stones ha dichiarato in un rapporto del 2016 che crede che le due serie esistano in universi diversi. Un reboot della serie è in sviluppo per Disney+.

## Trama
La storia ruota intorno alle avventure di Darkwing Duck, un papero supereroe mascherato, alter ego del casalingo cittadino Drake Mallard, che vive nella città di St. Canard, in compagnia del pilota Jet McQuack (personaggio di DuckTales), della piccola Ocalina (che aveva perso suo nonno, ucciso in realtà da Toros Bulba, il cattivo dei primo episodio in due parti, e diventa poi la figlia adottiva del supereroe) e Tonnaso Parapiglia, figlio dei vicini di casa dei Mallard. Nel corso degli episodi, Darkwing cerca sempre di sistemare dei vari cattivi che minacciano la città, in particolare i "Cinici Cinque", composta dal suo gemello cattivo Negaduck, il topo elettronico Megavolt, Clorofix un essere metà papero e metà pianta, Quackerjack il papero pagliaccio e il cane acquatico Liquidator, e infine l'agente segreto dell'organizzazione criminale F.O.W.L., il gallo Becco d'Acciaio. Darkwing s'innamorerà della strega Morgana McCawber, una dei membri dei "Paperi della giustizia", composta da lei, Robopap (un altro personaggio di DuckTales), Stego il papero trasformato in stegosauro, e la pesciolina Neptunia; inoltre è anche un agente segreto dello S.H.U.S.H., un'agenzia governativa per salvare la città.

## Personaggi

### Eroi

#### I Paperi della Giustizia
- Darkwing Duck: alias Drake Mallard, un tranquillo cittadino di giorno, ma un grande supereroe che veglia sulla città di St. Canard di notte. È un papero bianco, indossa un vestito viola e ha un carattere svampito e molto teatrale, ma anche preparato e competente nel suo mestiere. Il suo aiutante è Jet McQuack e ha una figlia adottiva di nome Ocalina.
- Morgana MacCawber: la fidanzata di Drake; è una strega esperta, proveniente dalla Transilvania. Ha l'aspetto di una papera bianca, molto alta e affascinante, con una famiglia mostruosa. Inizialmente era una ladra.
- Robopap: (chiamato in questa serie: Robo Duck, nella versione italiana e Gizmo Duck in quella originale). Personaggio proveniente, come Jet, da DuckTales, è alter ego di Fenton Paperconchiglia.
- Stegmutt: meglio noto in Italia come Stego, è un papero trasformato in stegosauro (malgrado si muova da bipede), è molto forte ma dimostra ingenuità e dabbenaggine.
- Nettunia: una pesciolina mutante, che lotta contro l'inquinamento del mare.

#### Altri eroi
- Jet McQuack: l'aiutante di Darkwing Duck, è un personaggio nato nella serie di DuckTales; è solito chiamare l'eroe come "DoppiaD". È un pellicano antropomorfo, alto e palestrato, anche se non molto brillante di intelletto.
- Ocalina Mallard/Robinia Hood: è una vivace paperetta di 9 anni che viene adottata da Drake Mallard dalla fine del secondo episodio della serie. Ha un carattere simile a quello del padre, ma meno svampita di lui. Il suo migliore amico è Tonnaso Parapiglia.
- Tonnaso Parapiglia: vicino di casa dei Mallard e migliore amico di Ocalina, che ha un carattere totalmente opposto al suo. Non sopporta suo fratello maggiore Tank che si comporta come un bullo con lui. È un paperotto bianco con gli occhiali, intelligente e la sua famiglia sono i vicini di casa dei Mallard.
- Beppe Parapiglia: il padre di Tonnaso e di Tank.
- Alice Parapiglia/Canadian Guardian: la madre di Tonnaso e di Tank.

### Antagonisti

#### Antagonisti regolari

##### I Cinici Cinque
- Negaduck: il leader della squadra dei Cinici Cinque e l'acerrimo nemico di Darkwing Duck. Altri non è che il suo cugino crudele venuto da un'altra dimensione, chiamata "Negaverso". Pur non avendo poteri sovrumani, è il supercriminale più temuto di St. Canard e veste in modo simile al protagonista. Non è da confondere con il personaggio omonimo apparso nella puntata "Negaduck" (in italiano "La nascita di Negaduck") e derivante dalla separazione della parte buona (chiamata PosiDuck) e cattiva di Darkwing Duck da parte di un'arma di Megavolt.
- Quackerjack: un pericoloso pagliaccio con l'ossessione dei giocattoli, che spesso usa persino come armi; inizialmente era un fabbricante di giocattoli.
- Megavolt: un topo in grado di manipolare l'elettricità, che usa sia come arma sia come sorgente di vita; inizialmente era un secchione liceale e compagno di classe di Darkwing Duck. Sebbene mostri spesso segni di esaurimento mentale, sa essere egoista e astuto.
- Clorofix: metà papero metà arbusto, Clorofix ha il potere di controllare le piante; inizialmente era uno scienziato normale.
- Liquidator: inizialmente era un cane che vendeva acqua in bottiglia, ora è un cattivo formato interamente da acqua le cui parole sono spesso precedute da alcuni slogan pubblicitari.

##### Altri cattivi
- Becco d'acciaio: è un gallo dal becco metallico. È nemico di Darkwing Duck e un agente segreto dell'organizzazione criminale F.O.W.L. ("fowl" in inglese significa "volatile", ma è pronunciato nella stessa maniera di "foul" che significa "cattivo", "malvagio", mentre nella versione italiana viene chiamato O.C.A., "Organizzazione Criminale per l'Arricchimento").
- Tuskernini (in italiano Dente Alighieri): un tricheco criminale, appassionato di cinema, assistito da due pinguini. La sua arma è una pistola in grado di far fuoriuscire personaggi dagli schermi cinematografici. Il suo desiderio più grande è avere al suo servizio un esercito di cattivi del cinema.
- Ammonia Pine (in italiano Ammoniaca): membro del F.O.W.L., è una gallina criminale che spazza la città con le pulizie.

#### Antagonisti minori
- Toros Bulba: un toro perfido e genio criminale, il primo avversario di Darkwing Duck a comparire nella serie, apparentemente deceduto in seguito ad un'esplosione. In seguito, il F.O.W.L lo ha fatto tornare in vita rendendolo un cyborg, ma lui si è subito ribellato a loro, furioso per essere stato trasformato in un essere metà macchina.
- Hammerhead Hannigan, Pop e Corn: scagnozzi di Toros Bulba, rispettivamente un caprone, un asino ed un ariete.
- Professor Moliarty: (in italiano Professor Talponi) è il capo di un esercito di talpe che abitano il sottosuolo, si auto considera la più grande mente criminale mai esistita.
- Jambalaya Jake: un cane montagnano, accompagnato dal suo aiutante alligatore Gumbo.
- Splatter Phoenix (in italiano Miranda Van Quack): prima pittrice mediocre e di scarso successo, poi datasi al crimine dopo che le sue opere sono state demolite dai critici. Ha inventato una speciale vernice in grado di sortire effetti differenti (entrare nei quadri, o, addirittura dare vita a ciò che dipinge).
- Lilliput: si tratta di un bizzarro inventore che ha creato un congegno, sotto forma di pistola, per miniaturizzare qualsiasi cosa, ed è assistito da una colonia di formiche.
- Paddywhack (in italiano l'Uomo nero): l'inquietante fantasma di un papero pagliaccio.
- Isis Vanderchill (Frigida in italiano): è una papera ricoperta di ghiaccio.
- The Bug Master (La signora degli insetti in italiano): originalmente è una giornalista senza scrupoli di nome Bianca Beakley, in cui decide di essere la super cattiva per rovinare la reputazione di Darkwing Duck.
- Tank Parapiglia: Primogenito dei Parapiglia, fratellastro di Tonnaso, con comportamenti da bullo. È stato un compagno di classe di Darkwing Duck e di Megavolt, e si divertiva a prenderli in giro e trattarli con prepotenza. Fu il responsabile della creazione di Megavolt e chiamava Darkwing "Mozzarella Drake".

### Altri personaggi
- J. Gander Hooter: direttore dello S.H.U.S.H. (agenzia governativa), grande amico di Darkwing.
- Vladìmir Goudenov Grizzlykov: orso antropomorfo e agente dello S.H.U.S.H., ha una forte rivalità nei confronti di Darkwing, sebbene si ritrovi, il più delle volte, a collaborare con lui.
- Cometiano: un alieno umanoide, campione del suo pianeta, dotato di incredibili super poteri, nonostante tutto, è piuttosto imbranato ed inetto (come lui stesso non fa che ripetersi, in preda alla disperazione). Giunge sulla terra per ricevere lezioni da Darkwing Duck, in modo da divenire un vero supereroe.
- Jambalaya Jack: è un cane montanaro, accompagnato da un alligatore di nome Gumbo.
- Maloculos Macwaber: famoso stregone, padre di Morgana. Osteggia il suo fidanzamento con Darkwing Duck perché è un normale.

## La serie
La serie si compone di 91 episodi divisi in 3 stagioni: la prima che va dall'episodio 1 all'episodio 65, la seconda va dal n. 66 al n. 78, la terza e ultima stagione dal n. 79 al n. 91.
Ci sono generalmente 2 tipi di episodi; nel primo c'è una chiara richiesta di fermare il cattivo, nell'altro alcuni cambiamenti che colpiscono i protagonisti (per es. Darkwing invecchia improvvisamente) e devono trovare un modo per rimettere le cose a posto, mentre fermano il cattivo.
Il successo di DuckTales fu importante per la realizzazione di Darkwing Duck, concluso un anno più tardi. Darkwing Duck è ispirato in particolare a 2 episodi di Ducktales, “00-Jet” (ep.48) e “il papero mascherato” (ep. 92). Inizialmente il protagonista era Jet McQuack.
Mentre la serie veniva prodotta, presentava sempre di più una sottile parodia dei più grandi supereroi del fumetto e non solo. Il costume di Darkwing Duck, la sua pistola a gas (chiaro riferimento al calabrone verde), la breve introduzione prima di apparire sulla scena sono tutti elementi ripresi da altri personaggi come l'Uomo Ombra; la città di St. Canard e il rifugio segreto del papero mascherato ricordano molto Batman.

## Episodi
Lista degli episodi di Darkwing Duck, tre stagioni dal 1991 al 1992.

### Prima stagione
1. Panico nella notte (prima parte)
2. Panico nella notte (seconda parte)
3. La bella e la barbabietola
4. Scala ridotta
5. La notte delle patate viventi
6. L'antropologa scomparsa
7. Crimini col candeggio
8. Vicolo cieco
9. Fumetto a quattro mani
10. Il deserto acquatico
11. La macchina del tempo
12. L'albero dei soldi
13. La rivolta degli elettrodomestici
14. Scambio di corpi
15. Fame di fama
16. Paperetta rossa
17. Il parco innaturale
18. L'elisir della giovinezza
19. I giorni dell'errore
20. La grande sfida (prima parte)
21. La grande sfida (seconda parte)
22. Doppio Darkwing
23. Paperofobia
24. L'invasione degli ultracorpi
25. Futuro preistorico
26. Come ripulire una banca
27. Lezioni da campioni
28. La regina del ghiaccio
29. Videogiochi da combattimento
30. Ladro di sogni
31. Adotta un criminale
32. La guerra dei giocattoli
33. Le origini segrete di Darkwing Duck
34. Il ferro di cavallo
35. La banda degli imbranati
36. L'acqua Frizzalina
37. Le fatiche della psiche
38. Giochi di ruolo
39. Darkwing e il professore
40. Sulla rotta dei corsari
41. Sistemati per le feste
42. Un programma elettrizzante
43. La danza del Bigfoot
44. Cavoli mostruosi
45. Il super fertilizzante
46. Il filtro d'amore
47. Un papero dell'altro mondo
48. Il furto in maschera
49. Il nuovo Darkwing Duck
50. Dalla missione alla pensione
51. Un salto nel passato
52. Ritorno al presente
53. Galeotto fu il biscotto
54. La squadra Darkwing
55. La casalinga eroica
56. Il caso dell'uomo nero
57. Il piantagrane
58. La storia minestra di vita
59. Il discolo volante
60. Bushroot Show
61. Robinia Hood
62. L'occhio mistico
63. Operazione pulizia
64. Il drago bambino
65. Non è vero ma ci credo

### Seconda stagione
1. Un posto all'ombra
2. Horror Show
3. La nascita di Negaduck
4. La ragazza criminale
5. Gli schiavi della moda
6. La rivolta del mare
7. L'ira dei titani
8. Camilla il camaleonte
9. Un alieno per cappello
10. Cattive notizie
11. Un papero a tutto gas
12. Il pennello magico
13. Il mercante della minaccia

### Terza stagione
1. Il castello dei mostri
2. Gli antenati maldestri
3. La rivincita dei cappelli
4. Circuiti impazziti
5. Lo sterminatore
6. Le tre onde del male
7. Gara di fumetti
8. Non scherzare con la magia
9. Come ti invento lo scoop
10. I compagni di scuola
11. La battaglia dei mutanti
12. Un ristorante molto particolare
13. Il mistero dell'ambra

## Accoglienza
Darkwing Duck è stata nominata 93a migliore serie animata da IGN, definendola "uno dei tanti motivi per cui i cartoni animati del doposcuola dominano". Torgo's Pizzeria Podcast ha fornito una recensione retrospettiva favorevole su Darkwing Duck nell'aprile 2012; il podcast ha tuttavia notato alcuni punti deboli nella serie. TVLine ha elencato la sigla della serie tra i migliori temi delle serie animate tutti i tempi.

## Riconoscimenti
1992 - Annie Award
- Candidatura - Miglior produzione televisiva d'animazione
- Vinto - Miglior doppiaggio nel campo dell'animazione a Jim Cummings per il personaggio Darkwing Duck

1992 - Daytime Emmy Awards
- Candidatura - Miglior produzione televisiva d'animazione per bambini[8]
- Candidatura - Miglior mix sonoro
- Candidatura - Miglior montaggio sonoro
- Candidatura - Miglior sceneggiatura in un programma animato a Carter Crocker e Tad Stones per l'episodio Un papero dell’altro mondo
- Candidatura - Miglior sceneggiatura in un programma animato a Steve Roberts e Duane Capizzi per l'episodio La nascita di Negaduck

1993 - Daytime Emmy Awards
- Candidatura - Miglior produzione televisiva d'animazione
- Candidatura - Miglior mix sonoro
- Candidatura - Miglior montaggio sonoro

1993 - Kids' Choice Awards
- Candidatura - Serie animata preferita[11]

1991 - Young Artist Award
- Candidatura - Miglior nuova serie animata

## Altre apparizioni
Nel reboot di DuckTales, Darkwing Duck ha un ruolo ricorrente. Inizialmente, appare come un vecchio programma televisivo di cui Jet McQuack è fan. La serie stessa appare per la prima volta nell'episodio "Un robot pericoloso!", in cui Darkwing combatte contro Quackerjack, Liquidator e Megavolt. Durante la visione dell'episodio, Jet afferma che l'attore che interpreta Darkwing è "un attore della vecchia scuola che faceva tutte le sue acrobazie" di nome Jim Starling - una parodia del suo doppiatore, Jim Cummings, che riprende il ruolo del personaggio insieme a Michael Bell nel ruolo di Quackerjack. Altri riferimenti includono il nome di St. Canard che viene pronunciato nell'episodio iniziale e il nome dell'organizzazione malvagia F.O.W.L. che compare come Easter egg. Inoltre, sia la F.O.W.L. che lo S.H.U.S.H. sono apparsi in "Dai dossier segreti dell'Agente 22!". Il tema dei titoli di coda di Darkwing Duck appare in "L'ultimo schianto del Sunchaser". In "Amiche del cuore!", Jet e Beakley guardano un episodio di Darkwing Duck.
Il primo ruolo importante di Darkwing è in "Il ritorno di Darkwing Duck ", con Drake Mallard che sostituisce Jim Starling nel ruolo di Darkwing in un film prodotto da Paperon de' Paperoni. Dopo che un folle tentativo di Starling di uccidere Mallard provoca l'esplosione del set e la presunta morte del primo, il film viene cancellato. Tuttavia, Jet convince Drake a diventare un vero supereroe, mentre Starling, sopravvissuto segretamente all'esplosione, diventa Negaduck. Drake riappare in seguito in "Invasione Lunare!" per aiutare a contrastare gli abitanti della Luna e, alla fine dell'episodio, la F.O.W.L. trama per eliminare Paperone e la sua famiglia in seguito ai problemi che hanno essenzialmente causato; tra le loro file c'è anche Becco d'Acciaio. Darkwing ha un ruolo di primo piano nell'episodio in due parti "Dagli addosso, Duck!", che introduce le nuove incarnazioni di Ocalina e Toros Bulba. Nel finale di serie "L'ultima avventura!" Drake e Ocalina partecipano alla festa di compleanno di Gaia prima di assistere i protagonisti nella loro battaglia finale contro la F.O.W.L., durante la quale la coppia combatte contro Becco d'Acciaio.

## Home Video

### VHS
In Italia la serie è stata distribuita sul mercato VHS in sette edizioni distribuite a partire dal 1993:
- Darkwing Duck, Panico nella notte
- Darkwing Duck, La grande sfida
- Darkwing Duck, Ai confini della realtà: Fumetto a quattro mani - Il pennello magico
- Darkwing Duck, Diabolico intrigo: La nascita di Negaduck - L'ira dei titani
- Buone feste con Darkwing Duck e Pippo: Sistemati per le feste
- Darkwing Duck, Minaccia dallo spazio: L'invasione degli ultracorpi - Lezioni da campione
- Darkwing Duck, Pericolo in agguato: La macchina del tempo - Scala ridotta

### DVD
Negli Stati Uniti la serie è stata distribuita in due DVD:
- Darkwing Duck: Volume 1, 25 episodi
- Darkwing Duck: Volume 2, 27 episodi

## Videogiochi
- Darkwing Duck: videogioco Shoot 'em up prodotto dalla Capcom nel 1992 per NES e Game Boy; utilizza il motore di Mega Man 5; nel gioco sono presenti come boss di fine livello personaggi della serie quali Quackerjack, Liquidator, Clorofix, Megavolt, il Professor Talponi e Becco D'Acciaio.
- Darkwing Duck: videogioco a piattaforme sviluppato da Radiance Software e Interactive Designs e pubblicato da Turbo Technologies nel 1992 per TurboGrafx-16; nel gioco sono presenti come boss di fine livello personaggi della serie quali il Professor Talponi, Megavolt, Tuskernini e Becco d'acciaio.

## Fumetti
Negli anni 2010 negli Stati Uniti viene realizzata una serie a fumetti, ambientata dopo il cartone, pubblicata dalla Boom. Viene anche realizzato un crossover con DuckTales - Avventure di paperi intitolato Dangerous Currency, sempre prodotto dalla Boom.
Altre storie vengono prodotte da Joe Books nel 2016 e da Dynamite Entertainment nel 2023.
Negli anni duemilaventi in Italia le storie inedite di Darkwing Duck della Boom vengono riproposte su diversi numeri della collana "Il Club dei Supereroi", edita da Panini Comics a partire da Luglio 2021.

## Reboot
Un reboot della serie Darkwing Duck è in sviluppo per Disney+. Seth Rogen e Evan Goldberg saranno i produttori esecutivi del progetto tramite Point Gray Pictures.